# Walter Murphy
Walter Murphy (* 19. prosince 1952) je americký skladatel a hudební producent. Proslul nejvíce pro své instrumentální adaptace, mezi jeho nejznámější patří "A fifth of Beethoven", adaptace Beethovenovy 5. symfonie stojící na pomezí Disco a funku, která se v roce 1976 umístila na předních příčkách mnoha žebříčků světových hitparád. Skladba se také objevila ve filmu Horečka sobotní noci. Dalšími skladby, jako "Toccata and Funk in D Minor", "Rhapsody in Blue" nebo "Mostly Mozart" mu již takový úspěch nepřinesly.
Murphy se ve své dlouholeté kariéře věnuje skládání pro filmy a TV pořady, během níž dlouhá léta spolupracoval se Sethem MacFarlanem.